# TGV 001

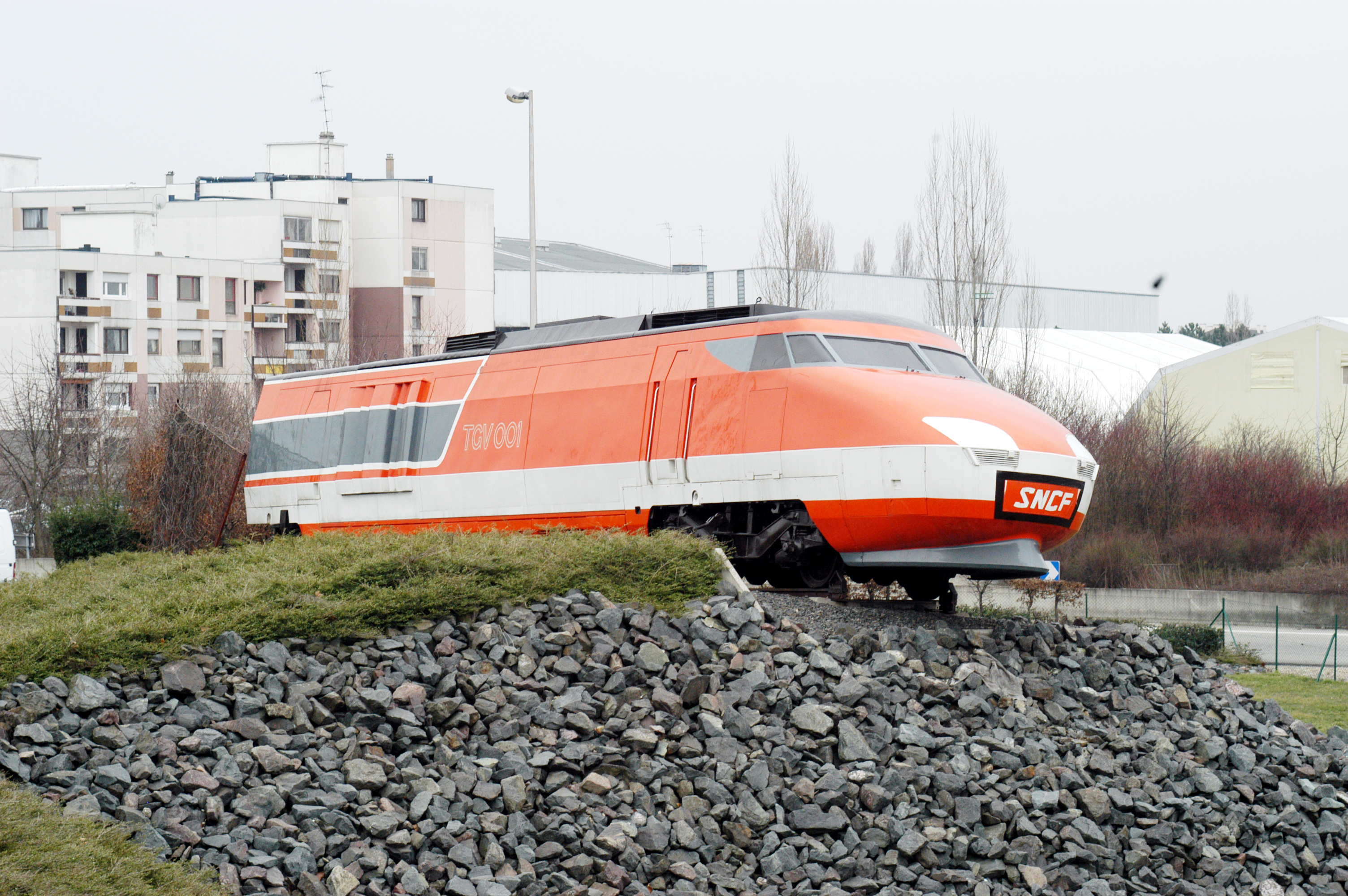
TGV 001

TGV 001(프랑스어: Train Grande Vitesse 001)은 일본의 신칸센 제작으로 인해 자극을 받으면서 프랑스가 최초로 고속열차로 실제로 영업 운행을 하지 않았다. 현재 고속열차의 경우 전기로 구동하는 반면 이 열차는 네 개의 가스터빈으로 구동되었다. 하지만 석유 파동으로 인해 운용에 어려움이 있었고 프랑스에서 논란이 되면서 개발 도중에 폐지되었다. TGV란 명칭이 부여되기 전에 터보트레인으로 불렸다. 1972년 12월 8일에 최고 영업 속도 318km/h를 기록했다. 1978년 6월 19일, 공식적으로 시범 운행이 종료되면서 현재는 선두차 2량이 벨포트와 비시하임에 보존하고 있다.

## 같이 보기
- 프랑스 국유 철도